# Musée des Beaux-Arts de Draguignan
Pour les articles homonymes, voir Musée des Beaux-Arts.
Le Musée des Beaux-Arts de Draguignan est le principal musée municipal de la ville de Draguignan, ancienne préfecture du Var jusqu'en 1974. Situé dans le centre historique de la commune, il est installé depuis 1888 dans l'ancien palais d'été de Monseigneur du Bellay, évêque de Fréjus de 1739 à 1766.
Ses riches collections, constituées dans une optique didactique et universaliste, portent aussi bien sur l'archéologie régionale et l'histoire de la ville que sur les beaux-arts et arts décoratifs, dont la dizaine de salles renferment des œuvres remarquables.
Après six années et demi de fermeture pour rénovation, le musée a rouvert ses portes le 16 novembre 2023.

## Histoire du musée

### Origines
Les prémices du musée trouvent leurs racines en 1794, lorsqu'un arrêté du Directoire du District instaure une « bibliothèque publique dans laquelle on déposera tous les livres, les objets d'histoire naturelle, les antiques, les médailles, pierres gravées, tableaux.. ». C'est ainsi que le premier musée-bibliothèque s'installe dans l'ancien couvent des Doctrinaires, organisme municipal sous contrôle de l’État.
Si les premières collections sont issues des saisies révolutionnaires, le musée bénéficie de plusieurs « envois de l’État » tout au long du XIXe siècle. Il s'agirait par ailleurs d'un des plus anciens musées de province.

### Naissance du musée actuel
En 1888, la Caisse d’Épargne de Draguignan met à la disposition de la ville le rez-de-chaussée de l'ancien palais d'été de Monseigneur du Bellay, acheté l'année précédente. Le transfert des collections s'effectue donc au 9, rue de la République. Le bâtiment remonte au second quart du XVIIe siècle, lorsque les Ursulines s'installent à Draguignan et lancent la construction d'un couvent en 1628 ; racheté par Monseigneur du Bellay en 1751, le couvent connaît des travaux d'embellissement.
Au début du XXe siècle, le musée bénéficie alors de plusieurs donations importantes en objets d'art. Le baron Adolphe de Rothschild offre à la ville des œuvres du XIXe siècle, puis d'autres donations complètent dans les années 1910 les collections, dans les domaines de l'ethnologie nord-africaine (donation Edouard Aubin), du mobilier (donation Jean-Baptiste Troin), des bronzes animaliers du XIXe (donation Féraud de Grasse) et enfin une donation très éclectique par l'archiviste dracénois Frédéric Mireur en 1919.
Le bâtiment est racheté par la municipalité en 1940 tandis que les œuvres les plus remarquables sont évacuées pendant la guerre vers les châteaux de Vérignon et de Javon.

### Depuis 1950
D'importants travaux de rénovation des toitures puis des salles d'exposition ont lieu durant les Trente Glorieuses, le musée rénové accueillant à nouveau les visiteurs en 1977. Viennent ensuite différents aménagements concernant les réserves, l'accueil et des bureaux, ainsi que la création d'une salle d'expositions temporaires. Enfin, la loi du 4 janvier 2002 relative aux Musées de France permet d'affecter à la ville de Draguignan tous les dépôts de l’État antérieurs au 7 octobre 1910.
N'ayant pas bénéficié de rénovation depuis les années 1970, le musée vétuste et peu attrayant, déserté aussi bien par les visiteurs que par les Dracénois, a engagé ces dernières années un important chantier des collections ainsi qu'un grand plan de réaménagement, de modernisation et d'agrandissement. Les travaux, commencés à l'été 2017, se sont achevés en novembre 2023 avec la réouverture du musée renommé Musée des Beaux-Arts de Draguignan, auparavant musée d'Art et d'Histoire. Ces travaux d'un coût global de 11 millions d'euros s'inscrivent dans une plus grande politique de revalorisation du patrimoine culturel de la ville et la promotion du tourisme.

## Les collections

### Quelques chefs-d’œuvre
Comptant parmi les œuvres les plus prestigieuses du musée, l'armure dite de François de Montmorency, maréchal de France au cours de la seconde moitié du XVIe siècle, est remarquable par l'éclat de son décor d'apparat et l'état exceptionnel de sa conservation. Elle fut d'ailleurs présentée aux Expositions Universelles de 1867 et de 1900 à Paris.
Probablement l’œuvre la plus médiatisée et célèbre du musée, mais aussi une de ses plus anciennes puisqu'elle figure au 8e numéro de l'inventaire commencé en 1794, L'Enfant à la bulle de savon, dont l'attribution à Rembrandt est plus que contestée par les historiens de l'art,, a retrouvé les cimaises du musée en 2014 après avoir disparu pendant 15 années, volée par un des gardiens du musée en juillet 1999. La toile était alors estimée à 3 millions d'euros.
Une saisissante tête du Christ par Philippe de Champaigne, un des plus célèbres peintres du Grand Siècle, distingue aussi les collections du XVIIe siècle. Redécouverte en 1974 dans les réserves du musée, une élégante et douce Allégorie de la Charité permet aussi au musée de compter Simon Vouet parmi les plus illustres peintres dont il a le privilège d'exposer les œuvres.
Au siècle suivant, une grande toile de 1729 attribuée à Jean-François de Troy représente la mort de Cléopâtre.
Un paysage historique de très grand format, le François Ier visitant la Sainte-Baume, du peintre marseillais Prosper Barrigue de Fontainieu, ornait auparavant la galerie de Diane du Château de Fontainebleau. La ville bénéficie de ce prestigieux dépôt depuis 1876.
Le musée possède un petit marbre blanc de Camille Claudel intitulé Rêve au coin du feu (dit aussi Au coin de l'âtre), une composition autoportrait de 1903 offerte par Alphonse de Rothschild.

### Étendue des collections
Si une salle présente rapidement l'histoire de la ville à travers diverses vestiges et objets archéologiques, mais aussi des plans et photographies d'époque, l'essentiel du parcours de visite est consacré au domaine artistique.
De nombreux objets d'art composent les collections : des céramiques de Sèvres et de Moustiers, du mobilier Louis XVI, des vases Art nouveau, un lutrin en bois doré (qui aurait utilisé lors du sacre de Charles VII à Reims en 1429), l'armure de François de Montmorency etc.
Plusieurs sculpteurs agrémentent les salles : Fossati, Houdon, Canova, Chaudet, Reboul, Barye (et d'autres sculpteurs animaliers), Claudel etc.
Enfin, concernant la peinture, les écoles françaises, italiennes et nordiques sont bien représentées : David Téniers le Jeune, Abraham Blommaert, Blain de Fontenay, Pierre Mignard, Franz Hals, Rembrandt, Simon Vouet, Jean-Baptiste Greuze, François Boucher, François Hubert Drouais, Jean-Baptiste Monnoyer, Pierre-Paul Rubens, Amédée Van Loo, Antoine Coypel, Giovanni Paolo Panini, Edmond Yon, Paul Delaroche, Alexandre Desgoffe, Auguste Renoir, Félix Ziem, Jean-Jacques Henner, Charles Camoin etc.